# Schmölz (Küps)
Schmölz ist ein Gemeindeteil des Marktes Küps im oberfränkischen Landkreis Kronach in Bayern.

## Geographie
Das Pfarrdorf Schmölz liegt am Rande des Naturparks Frankenwald. Im Ort entspringt der Krebsbach, ein linker Zufluss der Steinach. Die Kreisstraße KC 13 verbindet mit Tüschnitz (1,6 km südlich). Zwei Gemeindeverbindungsstraßen führen jeweils zur Staatsstraße 2200 (1,1 km westlich bzw. 1 km östlich), die westlich nach Beikheim und östlich an Theisenort und Johannisthal vorbei zur B 173 verläuft. Eine weitere Gemeindeverbindungsstraße führt nach Theisenort (1,1 km östlich). Ein Anliegerweg verbindet mit Unterberg (0,4 km nördlich). Südlich der St 2200 befinden sich „Luitpolds vier Linden“, die als Naturdenkmal geschützt sind.

## Geschichte
Der Ort Schmölz wurde 1194 das erste Mal urkundlich indirekt mit einem Chuno de Smoulnce als Zeuge in einer Schenkungsurkunde erwähnt. Im Jahr 1296 wurden die von Redwitz durch Hochzeit in Schmölz ansässig. Sie ließen 1502 Schloss Schmölz errichten, das sie 1861 verkauften.
Schmölz bildete mit Oberberg, Schafhaus, Unterberg und Wachholder eine Realgemeinde. Gegen Ende des 18. Jahrhunderts bestand diese aus 75 Anwesen. Das Hochgericht übte das Rittergut Schmölz im begrenzten Umfang aus, sie hatten ggf. an das bambergische Centamt Burgkunstadt-Marktgraitz auszuliefern. Die Dorf- und Gemeindeherrschaft hatte das Rittergut Schmölz inne. Grundherren waren
- das Rittergut Schmölz (54 Anwesen: 7 Fronsölden, 9 Güter, 1 Gut mit Wirtshaus, 1 Hofhaus, 24 Tropfhäuser, 9 Häuser, 1 Gütlein, 1 Häuslein, 1 Badstube mit Haus),
- das Rittergut Tüschnitz (19 Anwesen: 1 Hof, 6 Güter, 1 Wirtshaus mit Bräuhaus; außerdem folgende Anwesen als Freieigen: 1 Fronsölde, 1 Gütlein, 6 Häuser, 3 Häuslein),
- das Seniorat von Redwitz (1 Gut),
- die Pfarrei Marktgraitz (1 Gut).

Das Schloss, der Bauhof, das Ökonomiegut mit Schafhaus, das Jägerhaus und das Bräuhaus waren dem Rittergut Schmölz als herrschaftlicher Besitz direkt unterstellt. Außerdem gab es im Ort noch eine Pfarrkirche, einen Pfarrhof und ein Schulhaus.
Mit dem Gemeindeedikt wurde 1808 der Steuerdistrikt Schmölz gebildet, zu dem die Orte Beikheim, Oberberg, Schafhaus, Schneckenlohe, Tüschnitz, Unterberg und Wachholder gehörten. Infolge des Zweiten Gemeindeedikts (1818) entstand die Ruralgemeinde Schmölz, zu der Oberberg, Schafhaus, Unterberg und Wachholder gehörten. Sie war in Verwaltung und Gerichtsbarkeit dem Landgericht Kronach zugeordnet und in der Finanzverwaltung dem Rentamt Kronach, 1919 in Finanzamt Kronach umbenannt. In der freiwilligen Gerichtsbarkeit unterstanden die Anwesen dem Patrimonialgericht Schmölz, bis 1848 bzw. dem PG Oberlangenstadt bis 1837. Ab 1862 gehörte Schmölz zum Bezirksamt Kronach, 1939 in Landkreis Kronach umbenannt. Die Gerichtsbarkeit blieb beim Landgericht Kronach, 1879 in das Amtsgericht Kronach umgewandelt. Die Gemeinde hatte eine Fläche von 5,099 km².
Im Zuge der Gebietsreform in Bayern wurde die Gemeinde Schmölz am 1. Mai 1978 nach Küps eingegliedert.

### Baudenkmäler
In der Bayerischen Denkmalliste sind acht Baudenkmäler aufgeführt:
- Evangelisch-lutherische Pfarrkirche St. Laurentius
- Schloss Schmölz
- Kriegergedächtniskapelle
- Pfarrhaus
- Wohnhaus
- Grenzsteine
- Hallbrünnla

Die folgenden Häuser listete Tilmann Breuer in dem Buch Landkreis Kronach von 1964 mit ihren ursprünglichen Hausnummern als Kunstdenkmale auf. Sie sind in der Denkmalschutzliste nicht geführt, da sie entweder nicht aufgenommen, abgebrochen oder stark verändert wurden.
- Haus Nr. 63: Kleinhaus, der Türsturz ist mit  „IC 1807 JCK“ bezeichnet[9]
- Haus Nr. 68: Eingeschossiger, ehemaliger Wohnstallbau mit Satteldach, im Kern 17./18. Jahrhundert, der Wohnteil wurde in der ersten Hälfte des 19. Jahrhunderts massiv erneuert, die übrigen Teile sind aus Fachwerk, im Giebel mit Andreaskreuzen.[9]
- Haus Nr. 70: Eingeschossiger Satteldachbau des 18./19. Jahrhunderts, massive Umfassungsmauern, die Giebel sind aus Fachwerk. Der Stall ist rechtwinklig angebaut, der Sturz der Stalltür ist mit „JHZ 1819“ bezeichnet.[9]

### Einwohnerentwicklung
Gemeinde Schmölz
| Jahr      | 1840   | 1852   | 1855   | 1861   | 1867   | 1871   | 1875   | 1880   | 1885   | 1890   | 1895   | 1900   | 1905   | 1910   | 1919   | 1925   | 1933   | 1939   | 1946   | 1950   | 1952   | 1961  | 1970   |
| Einwohner | 487    | 478    | 473    | 484    | 522    | 531    | 557    | 564    | 592    | 577    | 626    | 603    | 653    | 658    | 697    | 770    | 779    | 735    | 971    | 1017   | 954    | 902   | 865    |
| Häuser    |        |        |        |        |        | 88     |        |        | 90     | 90     |        | 96     |        |        |        | 114    |        |        |        | 132    |        | 174   |        |
| Quelle    | [ 11 ] | [ 11 ] | [ 11 ] | [ 12 ] | [ 13 ] | [ 14 ] | [ 15 ] | [ 16 ] | [ 17 ] | [ 18 ] | [ 11 ] | [ 19 ] | [ 11 ] | [ 20 ] | [ 11 ] | [ 21 ] | [ 11 ] | [ 11 ] | [ 11 ] | [ 22 ] | [ 11 ] | [ 7 ] | [ 23 ] |

Ort Schmölz
| Jahr      | 001818 | 001861 | 001871 | 001885 | 001900 | 001925 | 001950 | 001961 | 001970 | 001987 | 002007 |
| Einwohner | 323    | 458    | 503    | 568    | 584    | 739    | 956    | 846    | 787    | 796 *  | 982 †  |
| Häuser    | 84     |        |        | 85     | 92     | 109    | 126    | 164    |        | 225 *  |        |
| Quelle    | [ 6 ]  | [ 12 ] | [ 14 ] | [ 17 ] | [ 19 ] | [ 21 ] | [ 22 ] | [ 7 ]  | [ 23 ] | [ 24 ] | [ 25 ] |

## Evangelisch-lutherische Pfarrkirche St. Laurentius

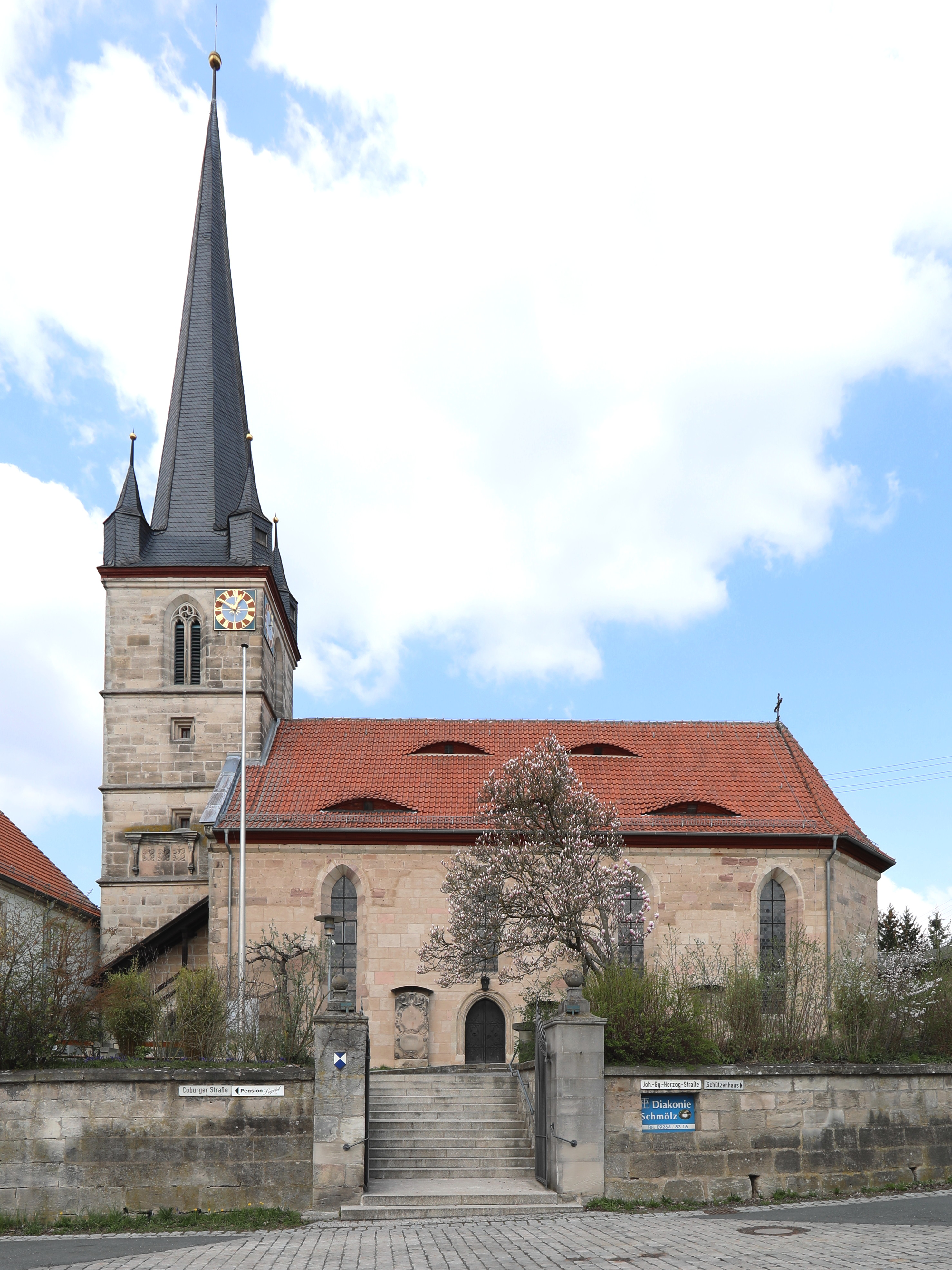
St.-Laurentius-Pfarrkirche in Schmölz

Eine Kirche in Schmölz ist für 1302 erstmals belegt. Um 1500 wurde das Patrozinium des Laurentius von Rom urkundlich erwähnt und im Jahr 1500 folgte die Loslösung der Pfarrei von Graitz. 1545 führte Christoph von Redwitz die Reformation ein. Die heutige Gestalt des Gotteshauses als Sandsteinquaderbau mit einem einschiffigen Saal und dreiseitigem Schluss sowie viergeschossigem Turm mit Spitzhelm und Scharwachttürmchen stammt aus dem Jahr 1690. Es ist 22 Meter lang und 9 Meter breit. Der Kirchturm ist 45 Meter hoch. Im Herbst 2003 wurde die Außenfassade beim Haupteingang renoviert.
Zum Kirchensprengel der evangelisch-lutherischen Kirchengemeinde Schmölz gehören die Orte Beikheim, Trainau, Mannsgereuth, Schneckenlohe und Theisenort. An jedem ersten Sonntag eines Monats wird ein Gottesdienst in Theisenort in der katholischen Kirche Heiligste Dreifaltigkeit gehalten. Zum 1. November 2003 wurden nach dem Beschluss der Kirchenverwaltung in München die Orte Nagel und Tüschnitz in die Kirchengemeinde Küps eingegliedert.

## Kultur

### Bildung
- Ökologisch-botanischer Naturlehrpfad
- Kräutergarten Schmölz

### Regelmäßige Veranstaltungen
- Schützenfest des SV Schmölz
- Kirchweih
- Sommernachtsfest des TSV Schmölz
- Johannifeuer des TV Schmölz

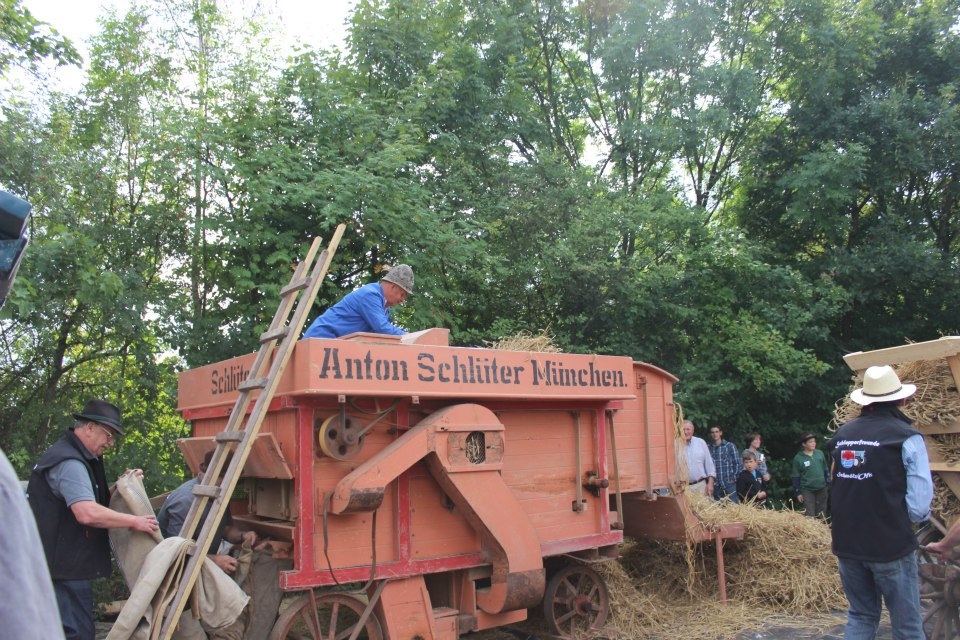
Dreschfest

- Schmölzer Blues-Tage, jährliche internationale Blues-Party
- Historische Landwirtschaftsvorführungen der Schlepperfreunde Schmölz (Historisches Schau-Dreschen, Kartoffelernte etc.)

## Persönlichkeiten
- Ludwig von Redwitz (1779–1848), Oberzollinspektor in Speyer, * auf Schloss Schmölz
- Johann Georg Herzog (* 5. August 1822 in Hummendorf, aufgewachsen in Schmölz; † 3. Februar 1909 in München), Organist, Komponist und erster Leiter des Instituts für Kirchenmusik an der Friedrich-Alexander-Universität Erlangen-Nürnberg; u. a. auch Lehrer von Josef Gabriel Rheinberger[27]
- Oskar von Redwitz (1823–1891), Dichter und Dramatiker, letzter Redwitz auf Schmölz
- Marie von Redwitz (1856–1933), Schriftstellerin, geboren in Schmölz
- Walter Wolfrum (* 23. Mai 1923 in Schmölz; † 26. August 2010 in Schwabach), Jagdflieger, Offizier der deutschen Luftwaffe und Kunstflieger
- Oswald Marr (* 1947 in Schmölz), Landrat a. D. des Landkreises Kronach